# Edy Reinalter
Edy Reinalter, född 24 december 1920, död 19 november 1962, var en schweizisk alpin skidåkare.
Reinalter blev olympisk guldmedaljör i slalom vid vinterspelen 1948 i Sankt Moritz.